# Pułk Morski Północno-Zachodniej Armii
Pułk Morski Armii Północno-Zachodniej (ros. Морский полк Северо-Западной армии) – jednostka wojskowa białych podczas wojny domowej w Rosji
25 sierpnia 1919 r. wojska bolszewickie zdobyły Psków. Armia Północno-Zachodnia gen. lejt. Nikołaja N. Judenicza, skoncentrowana w rejonie Narwa-Gdow-wieś Ośmino, broniła się na tych pozycjach, aby w październiku przejść do kontrofensywy. W tym czasie został sformowany Pułk Morski pod dowództwem kpt. 1 rangi Siergieja S. Politowskiego. W jego skład weszli wszyscy wolni oficerowie floty morskiej i ok. 400 marynarzy, którzy dostali się do niewoli białych po walkach w rejonie Krasnej Gorki. Pułk miał zgromadzić kadry oficerów morskich i marynarzy, mających – po przejęciu okrętów Floty Bałtyckiej – stanowić trzon ich załóg. Tymczasem żołnierze Pułku Morskiego wzięli udział w walkach na froncie. Uczestniczyli we wrześniowej ofensywie na Piotrogród. Podczas odwrotu ze zdobytego wcześniej Jamburga została przez wojska bolszewickie okrążona i zniszczona nad rzeką Ługą jedna kompania Pułku, dowodzona przez por. Mojsiejewa. Doprowadziło to do rozformowania całego Pułku.